# إكسيليز
إكسيليز، (بالإنجليزية: Exilles)‏، (الإيطالية:Exilhas)، هي (بلدية) في مدينة متروبوليتان في تورينو في المنطقة الإيطالية بيدمونت ، وتقع حوالي 60 كيلومترا (37 ميل) إلى الغرب من تورينو، على الحدود مع فرنسا.

## السكان
في سنة 1861 بلغ عدد السكان 2٬325 نسمة، وتطور العدد ليصل في سنة 2011 لـ 266 نسمة.
يظهر هذا المخطط البياني تطور النمو السكاني لـ إكسيليز

## أعلام
- لورا مانسينيلي